# Vladimir Bodnar
Vladimir Lukici Bodnar (în rusă Владимир Лукич Боднар) (n. 26 decembrie 1942, satul Staraya Ushitsa, raionul Kameneț-Podolsk, regiunea Hmelnițki, RSS Ucraineană) este un om politic din Transnistria, deputat în Parlamentul regiunii separatiste.

## Biografie
Vladimir Bodnar s-a născut la data de 26 decembrie 1942, în satul Staraya Ushitsa din raionul Kameneț-Podolsk, aflat în regiunea Hmelnițki (RSS Ucraineană), într-o familie de etnie ucraineană. După absolvirea Colegiului Financiar din Cernăuți, a lucrat în cadrul administrației financiar-bugetare din RSS Moldovenească.
În anul 1982 a absolvit Institutul de Economie Națională din Odessa, specializându-se în economia muncii și lucrând apoi în cadrul organizațiilor agricole din raionul Grigoriopol. Este ales deputat în Sovietul rural al Deputaților Poporului și vicepreședinte al Comitetului Executiv raional Grigoriopol și al Sovietului Suprem Provizoriu al auto-proclamatei Republici Moldovenești Nistrene.
Vladimir Bodnar este membru fondator al organizației Uniunea Ucrainenilor din Transnistria, îndeplinind funcțiile de prim-vicepreședinte (1991-1998) și președinte (1998-2004) al acesteia. A fost destituit de la conducerea Uniunii Ucrainenilor din Transnistria la sfârșitul anului 2004 . În mai 2005 a devenit președinte al organizației publice republicane “Ukrprosvita”. A fost ales ca deputat în toate legislaturile parlamentare din republica separatistă, îndeplinind funcțiile de vicepreședinte și prim-vicepreședinte al Sovietului (2001-2005), vicepreședinte al Comisiei legislative și președinte al Comitetului pentru apărare și securitate. În prezent, este membru al Comitetului pentru educație, știință, familie și ocrotirea copilului și al Comisiei pentru politică externă și relații internaționale.
Vladimir Bodnar a îndeplinit timp de 13 ani funcția de co-președinte al Comisiei Aliate de Control (din partea Transnistriei), formată pentru a reglementa încetarea focului după conflictul militar din Transnistria din anul 1992. El a luat parte la operațiunile de apărare a structurilor separatiste din Transnistria. A îndeplinit apoi timp de 4 ani funcția de Reprezentant special al președintelui RMN în Ucraina. Vladimir Bodnar este cetățean al Ucrainei și al al auto-proclamatei Republici Moldovenești Nistrene.
El s-a declarat împotriva încercărilor de reunificare a Transnistriei cu Republica Moldova, fiind un susținător al încorporării Transnistriei în cadrul Ucrainei . În anul 2004, el a propus ca o soluție de normalizare a relațiilor dintre Chișinău și Tiraspol, recunoașterea oficială a Republicii Moldovenești Nistrene și apoi crearea unei confederații cu Republica Moldova .
Pentru meritele sale, a fost ales ca membru al Academiei Slave Internaționale "Jan Amos Komenský". A fost decorat cu Ordinul Republicii, 2 Ordine "Pentru curaj personal", Ordinul de Onoare, Medalia "Pentru serviciu ireproșabil" clasa a III-a, Medalia "Participant la operațiunile de menținere a păcii din Transnistria", Medalia "A 10-a aniversare a RMN",  Medalia "A 15-a aniversare a RMN", Medalia "A 10-a aniversare a Ministerului Securității Statului al RMN", Medalia "A 10-a aniversare a Sovietului Suprem al RMN". De asemenea, statul ucrainean i-a conferit Ordinul "Sf. Vladimir" clasa a III-a, Diploma Radei Supreme a Ucrainei, titlul de "Lucrător excelent pentru educația națională din Ucraina", 2 Medalii de aur “Pentru eficiență în administrație”.
Vladimir Bodnar este căsătorit și are cinci copii.